# Lipperreihe

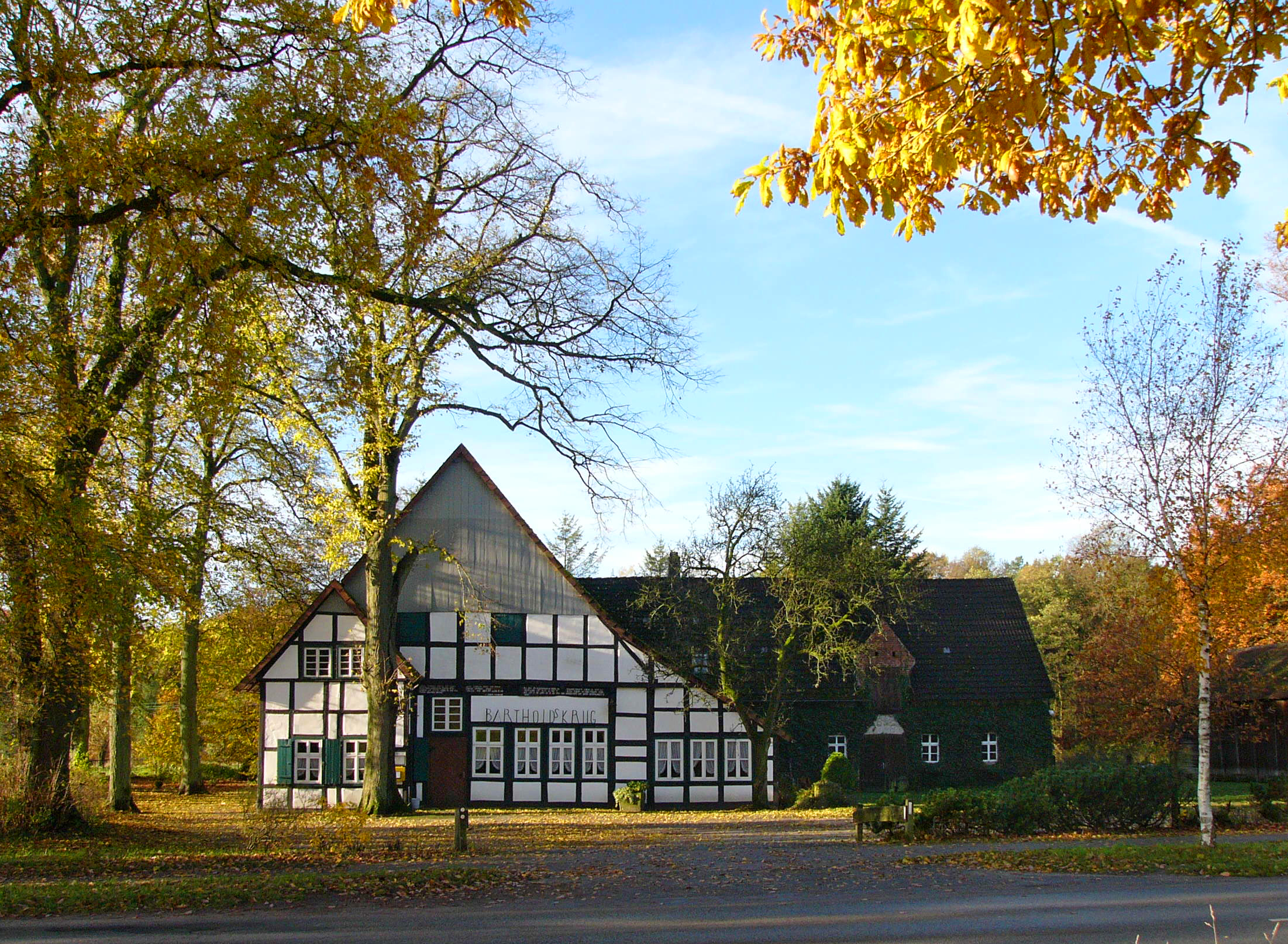
Der Bartholdskrug in Lipperreihe

Lipperreihe ist ein Ortsteil von Oerlinghausen im Kreis Lippe in Nordrhein-Westfalen.

## Geografische Lage
Der Ort hat 3.182 Einwohner (Stand Dezember 2023) und liegt am Teutoburger Wald, zwischen Bielefeld, Schloß Holte-Stukenbrock, Augustdorf und Oerlinghausen.

## Geschichte
Bis ins 16. Jahrhundert war die Senne südlich der Menkhauser und Barkhauser Berge im Teutoburger Wald nahezu unbewohnt. Die Heide war mannshoch mit fingerdicken Zweigen und in den Senken stand fauliges Wasser, das nicht versickern konnte. Daran erinnert heute noch der Flurname Fauler Grund in diesem Gebiet. An den Bachläufen wuchsen Weiden, Eichen und Erlen, die Ellern genannt wurden. Nach der ersten Besiedlung im 17. Jahrhundert wurde das Gebiet von den Bergen bis nach Stukenbrock als Weideland für Schafe, Ziegen und Rinder genutzt. Zu dieser Zeit war die Stallfütterung noch nicht bekannt. Im Sommer fanden die Tiere in den Flussniederungen ihre Nahrung und im Winter fraßen sie das aus dem Schnee ragende Heidekraut. Mittags und abends wurden die Tiere auf sogenannten Triftwegen zur Tränke geführt.
Um die Gebietshoheit zu festigen, begannen die Lippischen Herrscher im Zeitalter des Merkantilismus, nach dem Dreißigjährigen Krieg, die brachliegende Senne mit einer planmäßig durchgeführten Peuplierungspolitik zu besiedeln. Entlang des Grenzverlaufes wurden in unmittelbarer Grenznähe Bauern angesiedelt.
Besitzer dieses Gebiets waren die Grafen zur Lippe. Sie überwachten ihren Besitz, ließen ihn durch Schnatgänge überprüfen und entsprechende Grenzsteine an der lippischen Grenze zu Ravensberg und Rietberg setzen. Die Siedler errichteten ihre Höfe am Dalbkebach, denn das Wasser war von großer Bedeutung für die Bewässerung der Wiesen und zum Tränken des Viehs. Langsam wuchs die Lippische Reihe, wie der Volksmund die Hofstätten und Kötterhäuser entlang des Bachlaufs nannte. Alle Höfe gehörten offiziell zum Dorf Oerlinghausen, das ein Vogt verwaltete. Jede Eingabe eines Bewohners an die Landesregierung wurde von diesem verfasst und nach Detmold weitergeleitet. In der Oerlinghauser Kirche fanden alle Taufen, Trauungen und Trauergottesdienste für die Bewohner der Lippischen Reihe statt. Der Oerlinghauser Pfarrer musste ein Reitpferd halten, um die weiten Wege innerhalb seines Bezirks bewältigen zu können.
Im Jahr 1841 erließ die Lippische Regierung eine Landgemeindeordnung. In ihr wurde verfügt, dass aus allen einzeln stehenden Bauernhöfen selbständige Gemeinden zu bilden sind. Die in der Lippischen Reihe entstandenen Höfe wurden zusammen mit Menkhausen, Dalbke, Bokelfenn und der Wistinghauser Senne zur Gemeinde Senne zusammengefasst.
Um den Kindern den weiten Weg nach Oerlinghausen zu ersparen, beschloss die Gemeinde 1889, eine eigene Schule zu bauen. 1927 wurde ein eigener Friedhof angelegt, auf dem heute auch die Bürger der Oerlinghausen-Südstadt beerdigt werden. Im gleichen Jahr erfolgte die Umbenennung der Gemeinde in Lipperreihe.
Im Rahmen der nordrhein-westfälischen Gebietsreform wurden die Stadt Oerlinghausen und die Gemeinden Lipperreihe und Helpup am 1. Januar 1969 zur neuen Stadt Oerlinghausen zusammengeschlossen. Dagegen gab es in Lipperreihe erheblichen Widerstand. In einer Abstimmung sprachen sich über 90 % der Bevölkerung gegen die geplante Angliederung aus. Letztlich klagte Lipperreihe gegen die Eingemeindung vor dem Verfassungsgerichtshof in Münster; dabei war das Ziel, eine eigenständige Gemeinde mit Sennestadt, die ihrerseits gegen die Eingemeindung nach Bielefeld klagte, zu bilden. Als Gutachter für Lipperreihe fungierte in dem Rechtsstreit Hans Bernhard Reichow. Unter anderem aufgrund der Lippischen Punktationen wurde die Klage verloren.

### Einwohnerentwicklung
| Jahr      | 1860 | 1939 | 1962 | 2021 |
| Einwohner | 573  | 439  | 1393 | 3208 |
| --------- | ---- | ---- | ---- | ---- |

## Busverkehr
Innerhalb des Ortes werden wochentags die Bushaltestellen Pollmannskrug, Lipperreihe Kirche (Zentraler Platz des Ortes), Kiefernweg und Dalbker Krug, in beiden Richtungen halbstündig von der Stadtbuslinie 39 angefahren. Die Linie wird vom Bielefelder Verkehrsunternehmen moBiel betrieben und bietet der Ortschaft Anbindungen in die Oerlinghauser Südstadt und Innenstadt, zum Oerlinghauser Bahnhof sowie nach Sennestadt (Haltestelle: Sennestadthaus). Am Wochenende besteht tagsüber eine stündliche Bedienung dieser Haltestellen. In den Nächten von Freitag auf Samstag, von Samstag auf Sonntag sowie vor Feiertagen wird der Ort von der Nachtbuslinie N15 angeschlossen, welche dann von ca. 01:00 Uhr bis 04:00 Uhr eine Verbindung nach Bielefeld und umgekehrt ermöglicht.
→ Hauptartikel: Nahverkehr in Bielefeld